# Homeopatia veterinária
A Homeopatia Veterinária é uma especialidade da medicina veterinária, usando métodos da homeopatia em animais domésticos e selvagens

## Introdução
A Homeopatia (do grego ὅμοιος + πάθος transliterado hómoios - + páthos = "semelhante" + "doença") é uma forma de terapia alternativa pseudocientífica desenvolvida pelo médico alemão Samuel Hahnemann(1755-1843), quando em 1796 publica a sua primeira dissertação. Baseia-se no princípio similia similibus curantur (do latim: "semelhante pelo semelhante se cura"), ou seja, o suposto tratamento se dá a partir da diluição e dinamização da mesma substância que produz o sintoma num indivíduo saudável. A homeopatia reconhece os sintomas como uma reação contra a doença. A doença seria uma perturbação da energia vital e a homeopatia provocaria o restabelecimento do equilíbrio. O processo homeopático consiste em fornecer a um paciente sintomático doses extremamente diluídas de compostos que são tidos como causas em pessoas saudáveis dos sintomas que pretendem contrariar, mas supostamente potencializados através de técnicas de diluição, dinamização e sucussão que liberariam energia. Supostamente, o sistema de cura natural da pessoa seria estimulado a estabelecer uma reação de restauração da saúde por suas próprias forças, de dentro para fora. Este processo seria para a pessoa como um todo e não somente para a doença.
Pesquisas científicas têm mostrado que os remédios homeopáticos não são eficazes e seu mecanismo de funcionamento é implausível. Há consenso na comunidade médica e científica internacional de que a homeopatia é uma pseudociência e charlatanismo. Embora alguns estudos individuais aleguem resultados positivos e sugiram maiores estudos, numerosos estudos indicam sistematicamente que homeopatia não é mais efetiva que o placebo. Ainda assim, em vários casos, a relutância em buscar tratamento médico convencional, preferindo a homeopatia (por opção pessoal ou indicação de um praticante) tem levado a complicações e até mortes.

## Homeopatia Veterinária
Após muitos anos na semiclandestinidade, a partir da década de 70 a homeopatia foi elevada à categoria de especialidade médica. Em seguida, foram criados cursos de Homeopatia para veterinários, mas antes dessa época, os veterinários que exerciam a homeopatia o faziam de forma autodidata.
Os cursos de homeopatia veterinária no Brasil são avaliados pela AMVHB (Associação dos Médicos Veterinários Homeopatas Brasileiros), que no ano de 2000, junto ao Conselho Federal de Medicina Veterinária, obteve o reconhecimento da Homeopatia como especialidade Médico-Veterinária. 

## Prática da Homeopatia na Medicina Veterinária
Médicos homeopatas afirmam que a homeopatia pode ser utilizada para tratar um número surpreendente de condições tanto em grandes, quanto em pequenos animais. Entre elas, traumatismos e lesões agudas; como por exemplo, entorses, concussões e picadas de insetos, condições inflamatórias, tais como diarreia aguda e crônica, gengivite crônica, condição respiratória aguda e crônica, e outras condições que podem ou não ser sensível a terapias convencionais.
A conduta do médico veterinário homeopata é a de individualizar o paciente, entendendo que se deve curar o doente e não a patologia propriamente dita.
É importante ressaltar, no entanto, que o consenso acadêmico é o de que homeopatia não tem validade maior que o placebo. Assim, os únicos efeitos comprovados desta são no tratamento de condições psicológicas, onde, novamente, esta atua como placebo.

## Administração do Medicamento Homeopático
Umas das vantagens da utilização do medicamento homeopático, é que os remédios são aplicados de acordo com a palatabilidade individual, não havendo a necessidade de se ingerir grandes doses, e que pode adicionar o medicamento na água que o animal bebe, sem alterar seu sabor.
Com isso, torna-se possível evitar o estresse ocasionado pela administração forçada da medicação oral. Outra vantagem adicional é a redução do risco de acidentes ao lidar com animais violentos, beneficiando o animal, o veterinário e seus auxiliares. 

## Cães

#### Na consulta homeopática, a anamnese prioriza
- Os sintomas de comportamento do animal;
- Sua história biopatográfica, que mostra desde quando o sintoma ocorre e qual a causa do distúrbio;
- E as interações desse animal em sociedade e com as pessoas que com ele convive.

É comum colher a informação de que a família está passando por algum momento de estresse, supondo-se que o animal pressinta esse desajuste e sofra junto com as pessoas que ele convive, adoecendo em decorrência disso.
Após essa etapa, a anamnese é focada na observação dos sintomas de sede, apetite, sensibilidade térmica, onde esses se agravam ou não.
Todos esses dados, somados ao diagnóstico clínico mais os exames complementares, dão ao médico veterinário homeopata subsídios para prescrever o medicamento, que atenda às necessidades do paciente.
Nos retornos à clinica, o animal será avaliado se os sintomas desapareceram, se algum outro sintoma surgiu, e as mudanças no comportamento, sendo essa análise o prognóstico clinico do caso. A partir dessas observações, o veterinário homeopata decidirá por nova medicação ou pela manutenção do medicamento primeiramente recomendado. 

## Outros Animais
No tratamento de animais silvestres, utiliza-se o recurso da observação, do comportamento, colhendo os sintomas necessários para a prescrição. Uma das vantagens na utilização da homeopatia nesses animais, é que a administração do medicamento é possibilitada através da água ou alimento, contribuindo para não agravar o estresse. Nesse caso, a homeopatia oferece condições de tratamento do animal silvestre em seu desequilíbrio originado pelo trauma do cativeiro.

## Brasil
A Homeopatia Veterinária foi oficialmente amparada pela resolução n° 625, de 16 de março de 1995, do Conselho Federal de Medicina Veterinária, que dispõe sobre o registro de título de especialista no âmbito dos conselhos regionais.
Na maioria dos estados brasileiros as clínicas de pequenos animais (cães e gatos) oferecem atendimento homeopático. No campo, principalmente as fazendas certificadas para produção orgânica, utilizam amplamente os medicamentos homeopáticos e muitos zoológicos adotam a homeopatia como recurso terapêutico.
A disciplina de Homeopatia Veterinária é oferecida nos cursos de graduação em Medicina Veterinária na Universidade Federal Rural do Rio de Janeiro (UFRRJ) e na Universidade de São Paulo (USP), no campus da capital.
O curso de pós-graduação em Homeopatia Veterinária mais antigo no Brasil é o do Instituto Hahnemanniano do Brasil (IHB). Este Instituto foi fundado em 1859 e já formou vários profissionais da homeopatia brasileira.
Tem-se notícia de uma abordagem eclética da Homeopatia para animais, pelo Dr. Nilo Cairo em livro publicado, com farto índice terapêutico na década de 1940. Logo após, na Faculdade de Veterinária da atual Universidade Federal Fluminense (UFF-Niterói), graduaram-se em medicina veterinária o Dr. Rubens Pêcego (irmão do grande médico homeopata Dr. Mário Pêcego) e a Dra. Geusa Vasconcelos, sendo estes os verdadeiros pioneiros na Homeopatia Veterinária no Brasil.
Estes dois eméritos e pioneiros Médicos Veterinários Homeopatas vieram a ser palestrantes do I Simpósio Brasileiro de Homeopatia Veterinária, organizado em 1982, pelo então ainda acadêmico formando Raymundo Araujo Filho, que veio a ser logo em seguida (1983) o primeiro Médico Veterinário Especialista pelo IHB, em curso pelo Instituto James Tyler Kent, além de ter aberto o primeiro consultório de Homeopatia para animais no Rio de Janeiro, em 1985.
Entre 1982 e 1990 foram organizados e realizados 5 Simpósios Brasileiros de Homeopatia Veterinária (UFRRJ, JBOTICABAL-Unesp, UFF, e outro no RJ). Além de algumas jornadas estaduais e participações em Encontros e Congressos de Homeopatia vários.
Como Médicos Veterinários Homeopatas que deram e dão as suas contribuições específicas para a Homeopatia Veterinária, notadamente a partir da segunda metade de 1970, podemos citar:
- Rio de Janeiro: Dr. Raymundo Araujo Filho; Dr. Otacílio Domingos; Dr. Paulo Carrera, entre outros.
- São Paulo - Dr. Francisco Leal(Capital); Dr. Sebastião Galiaço Prata (Campinas)

### Críticas

#### Escassez de indícios de eficácia
Alguns cientistas consideram a homeopatia como um resquício pseudocientífico dos tempos da alquimia. Os resultados iniciais atribuídos à homeopatia podem ser explicados como efeito placebo. Alega-se que os medicamentos homeopáticos foram cientificamente testados (no chamado estudo duplo-cego, para controlar os efeitos placebos) várias vezes e alguns desses testes produziram resultados positivos. A maioria dos cientistas atribui isso a flutuações aleatórias, uma vez que os resultados quase não são mensuráveis, não podem ser reproduzidos de modo confiável e há uma grande quantidade de testes em que a homeopatia falha. Além disso, o modo básico como os testes são realizados leva uma pequena fração dos testes a produzirem falsos resultados positivos. Normalmente isso é evitado por meios estatísticos, mas quando uma grande quantidade de testes é realizada, um ou dois produzirão resultado positivo por efeitos aleatórios.
Homeopatia não se acha pacificamente inserida como especialidade médica em todos os países. Mesmo aqueles que lhe conferem alguma aceitação oferecem-lhe certas restrições, ou de natureza institucional (as comunidades científico-médicas, os conselhos ou as ordens médicas etc.) ou de cunho legal (as disposições normativas pertinentes na ordem jurídico-política de cada país). Consideram-se questionáveis, sob a óptica da metodologia científica vigente, tanto o princípio como as técnicas, que deveriam ser provados e aprovados segundo os cânones do método científico moderno. Em particular, citam-se:
1. Os altos níveis de diluição (variando de acordo com o medicamento), que conduziriam eventualmente à ineficácia por efetiva inexistência de princípio ativo (os homeopáticos são tão diluídos que, em doses comuns, chega a ser impossível haver uma única molécula do princípio ativo em toda a solução);
2. A inexistência de estudos acadêmico-científicos específicos que comprovem a eficácia de tal método (sobretudo estudos de duplo-cego);
3. Todos os estudos científicos produzidos até agora concluem pela ineficácia da homeopatia (eficiência idêntica a um placebo).

Em agosto de 2005, a revista científica The Lancet publicou uma metanálise de 110 experimentos homeopáticos placebo-controlados e 110 experimentos médicos convencionais, baseados no "Programa para Avaliação de Medicinas Alternativas" do Governo da Suíça. No artigo os pesquisadores apresentam sua conclusão de que afinal "os efeitos clínicos da homeopatia são nada mais que efeitos placebo".
O Parlamento do Reino Unido também fez uma análise da eficácia de remédios homeopáticos. Os resultados apontam que as explicações científicas para a homeopatia não são convincentes. O governo britânico recomenda a interrupção imediata desse tipo de remédio no serviço público de saúde daquele país.

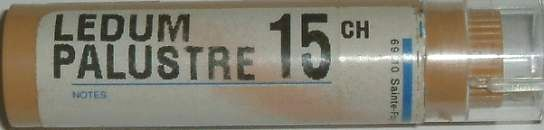
Um medicamento homepático preparado a partir da espécie vegetal Ledum palustre ssp.. A diluição 15CH aqui exibida, segundo o método da química analítica moderna, não deve conter sequer uma só molécula do princípio original.

Na pesquisa de qualquer fármaco, um trabalho científico deve ter algumas características específicas para ter valor real. Deve, pois, ser:
1. Duplo-cego (ou seja, nem o terapeuta, nem o paciente sabem o que vai ser tomado, placebo ou fármaco);
2. randomizado (pacientes com mesmo diagnóstico - ver abaixo - são sorteados aleatoriamente para uso de placebo ou fármaco em estudo);
3. Preferencialmente multicêntrico (com trabalhos feitos em institutos de saúde diferentes para ver se método é reprodutível);
4. Feito por pesquisadores independentes e sem vínculos de interesse.

Samuel Hahnemann (reputado recriador da Homeopatia, na transição dos séculos XVIII e XIX), sem qualquer base científica para a época, utilizou um processo de diluições seqüenciais para preparar seus medicamentos. Ele diluía extratos de certas ervas e minerais naturais, à razão de uma parte de medicamente para dez partes de água, o que resultava em concentração (ou diluição) de 1:10; agitava a solução e, então, diluía por outro fator de dez, resultando ao final em uma diluição de 1:100. Uma terceira repetição do processo produzia diluição de 1:1000 e assim por diante. Cada diluição subsequente adicionaria outro zero à direita. Ele repetia o processo várias vezes. Diluições extremas são rapidamente obtidas por esse método. Por meio da  química analítica, sabe-se que analiticamente o limite de diluição é alcançado quando sobra apenas uma molécula do medicamento no meio veículo. À luz dessa evidência, efetivamente além desse ponto, nada mais pode restar para se diluir.
Em um sem número de medicamentos homeopáticos, por exemplo, a diluição de 30X é basicamente o padrão. A notação 30X significa que a substância foi diluída em uma parte em dez e agitada, e o processo, então, repetido sequencialmente trinta vezes. A diluição final é de uma parte de medicamento em 1030 (um nonilhão) partes de água. Isso está além do limite de diluição. Para ser exato, em uma diluição de 30X seria necessário beber 7874 galões [30 m³ ou 30 000 litros] da solução para se esperar encontrar apenas uma única molécula de medicamento.
Comparado a muitas preparações homeopáticas, mesmo 30X é concentrado. Oscillococcinum, o remédio homeopático padrão para a gripe, é produzido a partir de fígado de pato, mas o seu uso generalizado na homeopatia cria pouco risco à população de patos: a diluição padrão é de 200C. C significa que o extrato é diluído em uma parte em cem e agitado, repetindo-se duas centenas de vezes. Isso resultaria em uma diluição de uma molécula de extrato para cada 10400 moléculas de água — isto é, 1 seguido de 400 zeros.
Park destaca que Hahnemann provavelmente não estava ciente do limite da ultradiluição porque ele desconhecia o número de Avogadro, uma constante física que torna possível calcular o número de moléculas em uma amostra com uma certa massa de uma substância. Explica o sucesso que a homeopatia teve no início comparando com o uso, à época, de tratamentos verdadeiramente perigosos: "Os médicos ainda tratavam os pacientes com sangria, lavagens e freqüentes doses de mercúrio e outras substâncias tóxicas. Se o nostrum infinitamente diluído de Hahnemann não fazia nenhum bem, ao menos não fazia nenhum mal, permitindo às defesas naturais do paciente corrigirem o problema." Park explica, ainda, como os modernos homeopatas concordam que realmente não há nenhuma molécula de medicamento em seus remédios, mas que o líquido inexplicavelmente se "lembra" da substância após o processo de diluição. Como essa pseudomemória da substância é obtida, nunca foi satisfatoriamente explicado. Os críticos também apontam a dissociação espontânea da água em ácido e base (o que explica porque seu pH é 7). A quantidade de ácido em um medicamento homeopático, embora pequena, é geralmente muito maior do que a quantidade de agentes ativos. Estudo realizado na Universidade de Toronto demonstrou existir a "memória da água" sem a presença do soluto, mas persistente por apenas 50 femtossegundos (1/20.000.000.000.000 de segundo).
A suposta "memória da água" também parece se comportar de forma curiosamente seletiva, pois só se lembra dos ingredientes que o preparador do medicamento deseja.[carece de fontes?] Supondo que a amostra inicial de água, com a qual se dilui pela primeira vez um medicamento homeopático, contivesse eventuais traços de impurezas (ferrugem de canos ou outros elementos indesejáveis), concluir-se-ía que os seus efeitos também seriam dinamizados. Mesmo que um preparador atestasse ser pura ("sem" impureza) a amostra de água inicial, o próprio argumento da "memória da água" indicaria que efeitos de contaminações passadas poderiam estar presentes, ainda que nenhuma molécula de impureza fosse detectada.
Recentemente, céticos em relação à homeopatia consumiram diante do público grandes quantidade de medicamentos homeopáticos a fim de demonstrar sua falta de efeito. Alguns, como James Randi, Richard Saunders e Peter Bowditch, consumiram caixas inteiras de pílulas homeopáticas para dormir no começo de suas palestras públicas. SKEPP, um grupo de céticos belgas, realizou uma conferência de imprensa na qual céticos tentaram cometer suicídio coletivo tomando diluições homeopáticas de veneno.  Ninguém passou mal.